# Ann Richards
Dorothy Ann Willis Richards (Lacy-Lakeview (Texas), 1 september 1933 - Austin (Texas), 13 september 2006) was een Amerikaans politica van de Democratische Partij. Ze was van 1991 tot 1995 de 45e gouverneur van Texas. Ze werd verslagen voor een tweede termijn door de Republikeinse tegenkandidaat en latere president George W. Bush. Ze overleed op 13 september 2006 in Austin op 73-jarige leeftijd.
- Gemeinsame Normdatei: 119077760
- International Standard Name Identifier: 0000 0000 7997 6356
- Library of Congress Control Number: n88179394
- Nationale bibliotheek van Australië: 35677927
- SNAC: w6912v1h
- Trove: 1038586
- Virtual International Authority File: 57416967
- WorldCat: E39PBJwhvdtCVjmqJx9CyMdYT3